# The Sarah Jane Adventures
The Sarah Jane Adventures est une série télévisée britannique en 59 épisodes de 25 minutes créée par Russell T Davies et diffusée entre le 1er janvier 2007 et le 18 octobre 2011 sur BBC One. La série est une série dérivée de Doctor Who, elle a pour personnage principal Sarah Jane Smith, une ancienne compagne du Docteur. Elle est destinée aux enfants et aux jeunes adolescents. La série s'est définitivement arrêtée au printemps 2011 à la suite du décès de son actrice principale, Elisabeth Sladen.

## Synopsis
Il y a 30 ans, le Docteur l'a laissée sur Terre. Aujourd'hui, Sarah Jane Smith est devenue journaliste d'investigation et enquête. Ses aventures l'ont amenée à faire la rencontre d'un jeune garçon, Luke, créé par une race extra-terrestre, qu'elle adopte. Elle se fait quelques amis parmi les adolescents du voisinage et possède dans son grenier un ordinateur d'origine extraterrestre, nommé Mr Smith. Tous l'aident à défendre la Terre des menaces extra-terrestres.

## Distribution
En plus d'Elisabeth Sladen, le programme avait pour acteurs récurrents Yasmin Paige dans le rôle de Maria Jackson, la voisine de 13 ans de Sarah Jane, et Tommy Knight dans le rôle de Luke, le fils adoptif de Sarah Jane.
Le premier épisode incluait le personnage de Kelsey Harper, une nouvelle amie de Maria Jackson, mais la production était insatisfaite par le personnage et les performances de l'actrice, Porsha Lawrence Mavour. Aussi, elle fut remplacée dès le début de la saison 1 par un camarade de classe du nom de Clyde Langer joué par Daniel Anthony.
Maria et sa famille partent de la série à partir du premier épisode de la deuxième saison, The Last Sontaran. À partir du deuxième épisode, The Day of the Clown, ils sont remplacés par Rani Chandra et ses parents, Haresh et Gita.
Dans la troisième saison, Luke Smith est moins présent, car Tommy Knight est plus occupé par ses études dans sa vie privée, et se fait encore plus rare dans la quatrième saison. Au début de la cinquième saison, un nouveau personnage apparaît, Sky, une fillette extra-terrestre jouée par Sinead Michael, qui est adoptée par Sarah Jane.

### Acteurs principaux
- Elisabeth Sladen : Sarah Jane Smith
- Tommy Knight : Luke Smith
- Yasmin Paige : Maria Jackson
- Daniel Anthony : Clyde Langer
- Anjli Mohindra : Rani Chandra
- Alexander Armstrong : Voix de M. Smith
- John Leeson : Voix de K-9
- Sinead Michael : Sky

### Acteurs secondaires
- Joseph Millson : Alan Jackson
- Juliet Cowan : Chrissie Jackson
- Mina Anwar : Gita Chandra
- Ace Bhatti : Haresh Chandra
- Jocelyn Jee Esien : Carla Langer
- Floella Benjami : Le Professeur Rivers
- Paul Marc Davis : Le Trickster
- Jimmy Vee : Le jeune Slitheen / le Graske
- Paul Kasey : Le Capitaine Tybo / Slitheen / Kudlak

## Liens avecDoctor Who
Série dérivée de Doctor Who, la série a pour personnage principal Sarah Jane Smith, une ancienne compagne du Docteur (Troisième Docteur et Quatrième Docteur dans les années 1970). Elle apparaît aussi dans des épisodes de la nouvelle série. Lors de la seconde saison elle apparait dans L'École des retrouvailles, puis elle apparait, avec Luke dans La Terre volée, La Fin du voyage et La Prophétie de Noël.
- De nombreux aliens vus dans la série Doctor Who se retrouvent dans cette série : les Slitheens, les Sontariens, les Judoons, etc.
- Un des ennemis de The Sarah Jane Adventures, le Trickster, a été mentionné dans l'épisode Le Choix de Donna, et l'un de ses sbires est au cœur de l'épisode.
- Le Docteur est mentionné dans de nombreux épisodes, et il apparait dans deux épisodes crossover : le dixième Docteur, joué par David Tennant, apparaît dans la troisième saison (The Wedding of Sarah Jane Smith) et le onzième Docteur, joué par Matt Smith, apparaît dans la quatrième saison (Death of the Doctor).
- Les événements des épisodes de Doctor Who sont parfois mentionnés par les personnages : les invasions de Daleks ou de Cybermen ayant eu lieu précédemment sont citées.

## Production
En 2006, la chaîne pour enfants Children BBC (CBBC) indiqua son envie de créer une nouvelle serie dérivée de Doctor Who. Leur idée initiale était de faire une série sur la jeunesse du Docteur, mais Russell T Davies mit un veto à cette idée : « l'idée d'avoir un Docteur de 14 ans, sur Gallifrey, inventant le tournevis sonique, briserait tout le mystère du personnage et limiterait les intrigues sur ce qu'il est et d'où il vient ». Il suggéra plutôt une série basée sur une ancienne compagne du Docteur telle que Sarah Jane Smith.
Le personnage de Sarah Jane, jouée par Elisabeth Sladen, est apparu dans Doctor Who de 1973 à 1976, avec Jon Pertwee dans le rôle du 3e Docteur et plus tard Tom Baker en tant que 4e Docteur. Un pilote pour un spin-off de Doctor Who nommé K-9 and Company, avait déjà été fait en 1981, mettant en scène K-9 et Sarah Jane Smith, mais ce fut un échec qui ne déboucha pas sur une série. Sarah Jane et K-9 revinrent dans Doctor Who de temps en temps, comme pour l'épisode spécial 20e anniversaire The Five Doctors (1983) dans Dimensions in Time (1993)  et dans l'épisode L'école des retrouvailles ainsi que dans les quelques épisodes cross-over de la série comme La Terre volée, La Fin du voyage et La Prophétie de Noël
Sarah Jane reste le compagnon le plus populaire de Doctor Who aussi bien des fans que du public en général.
L'annonce du projet d'une nouvelle série télévisée consacrée à Sarah Jane commença par une rumeur du Sun en mars 2006, avant la diffusion de L'école des retrouvailles, le journaliste expliquait que Sarah Jane et K9 apparaîtront dans cette série. Il fallut attendre le mois d'août 2006 pour que la BBC annonce officiellement la mise en développement d'une série consacrée à Sarah Jane Smith,,. 
K-9 ne put apparaître de temps en temps que lors de caméos dans les épisodes de la première et deuxième saison. Cela était dû au développement d'une série télévisée autour de K9, nommée K-9 non développée par la BBC et n'ayant aucun rapport avec Doctor Who Pourtant, en 2009 avec la troisième saison, et le sketch From Raxacoricofallapatorius with Love K-9 réapparait dans la série comme personnage récurrent.
La production de The Sarah Jane Adventures commença en avril 2007, après une diffusion du premier épisode introductif le 1er janvier 2007 et pour une diffusion de la première saison à partir de l'automne 2007.
Après le décès d'Elisabeth Sladen, survenu en avril 2011, la production a décidé d'arrêter la série.
En 2020, un webisode sort sous le nom de Farewell, Sarah Jane, réalisé par Russell T Davies, en hommage à l'actrice principale.

## Diffusion de la série
La série est diffusée sous deux formes différentes en Angleterre. Sous la forme de 2 épisodes de 25 minutes sur la CBBC ou sous la forme d'un épisode de 50 minutes sur BBC One.
La série est aussi diffusée au Canada sur BBC Kids, en Afrique du Sud sur SABC 2 à Hong Kong sur ATV World (une chaîne diffusant aussi bien Doctor Who que Torchwood) Aux États-Unis seule la première saison a été diffusée, sur Sci Fi Channel, la saison 2 n'étant sortie qu'en direct-to-dvd à l'été 2010. La série est aussi diffusée en Australie et en Nouvelle-Zélande sur la chaîne Nickelodeon.

## Marchandising
La série s'est vue déclinée en objets dérivés. On trouve des figurines des personnages, et un jouet reprenant le rouge à lèvres sonique de Sarah Jane. Onze épisodes de la série sont sortis sous forme de novelisations en Angleterre quelques mois après leur diffusion. Il existe aussi des livres audios lus par Elisabeth Sladen. Chaque saison de la série est sortie en DVD en Angleterre. Le pilote Invasion of the Bane est sorti séparément, mais a aussi été inclus dans le coffret de la première saison.